# Johann Fritz (Rechtswissenschaftler)
Johann Adam Fritz (* 24. Januar 1799 in Lindenfels, Odenwald; † 1. Juni 1878 in Freiburg im Breisgau) war ein deutscher Rechtswissenschaftler und Professor für römisches Recht.

## Leben
Fritz studierte ab 1816 in Gießen, wo er 1821 promovierte und sich 1822 habilitierte. Während seines Studiums wurde er 1816 Mitglied der Ehrenspiegelburschenschaft. 1825 wurde er in Freiburg im Breisgau außerordentlicher und 1827 ordentlicher Professor. Dieses Amt übte er bis 1874 aus.
Fritz las in den 49 Jahren seiner Freiburger Zeit über römische Rechtsgeschichte, Institutionen des römischen Rechts und Pandekten; daneben bot er Exegesen und Praktika zum römischen Recht an.
Wissenschaftlich trat Fritz vor allem mit Neubearbeitungen von Lehrbüchern zum römischen Recht hervor (Mackeldeys Lehrbuch des römischen Rechts; J. v. Wening-Ingenheim, Lehrbuch des gemeinen Civilrechts) und verfasste daneben einige Aufsätze.